# Раціоналізація (психологія)
Раціона́лізація — різновид психологічного захисту.  Проявляється у спробах довести, що будь-які вчинки суб'єкта є єдино правильними, а тому — критиці не підлягають. Як правило, раціоналізацію використовують, щоб пояснити свої дії, що вже відбулися і які були негативно сприйняті оточенням. Людина не визнає свою провину не дивлячись на те, що наслідки цих дій не відповідають гарним словам які вона виголошує. Суб'єкт використовує раціоналізацію для того, щоб захистити власний образ «Я». 
Раціоналізація — найпоширеніший механізм психологічного захисту, тому що наша поведінка визначається безліччю факторів, і коли ми пояснюємо його найприйнятнішими для себе мотивами, то раціоналізуємо. Несвідомий механізм раціоналізації не слід змішувати з навмисними брехнею, обманом чи облудою. Раціоналізація допомагає зберігати самоповагу, уникнути відповідальності і провини. У будь-якій раціоналізації є хоча б мінімальна кількість правди, однак у ній більше самообману, тому вона і небезпечна.